# Oleksandr Schowkowskyj
Oleksandr Wolodymyrowytsch Schowkowskyj (ukrainisch Олександр Володимирович Шовковський, * 2. Januar 1975 in Kiew) ist ein ehemaliger ukrainischer Fußballtorwart und heutiger Fußballtrainer.

## Karriere

### Spielerkarriere
Schowkowskyj ist ein Absolvent der Fußballschule von Dynamo Kiew und spielte seither, mit Ausnahme von einem halben Jahr beim Stadtrivalen ZSK WSU Kiew, nie bei einem anderen Klub als bei Dynamo Kiew, wodurch er mit seinen über 300 Spielen Rekordspieler ist. Nachdem er lange Zeit der unumstrittene erste Torhüter von Kiew war, musste er in der Saison 2008/09 trotz seines Kapitänsamts seinen Stammplatz an Stanislaw Bohusch abgeben. In der Saison 2009/10 kehrte er wiederum auf seinen Stammplatz zurück, ehe er in der Folgesaison wegen einer Schulterverletzung mehrere Monate ausfiel. In der Saison 2011/12 kam Schowkowskyj erneut auf 24 von 30 möglichen Einsätzen, in den folgenden Jahren bis zu seinem Karriereende blieb er meistens Ersatztorwart. 2015 feierte er mit Dynamo Kiew erstmals seit der Saison 2008/09 wieder den Gewinn der ukrainischen Meisterschaft, ein Erfolg, den er im Folgejahr wiederholen konnte.
Am 13. Dezember 2016 gab Schowkowskyj seinen Rücktritt vom aktiven Fußballsport bekannt. In seiner Karriere bestritt er insgesamt 633 Spiele für Kiew, darunter 427 Ligaspiele. Schowkowskyj ist damit Rekordspieler der Premjer-Liha.

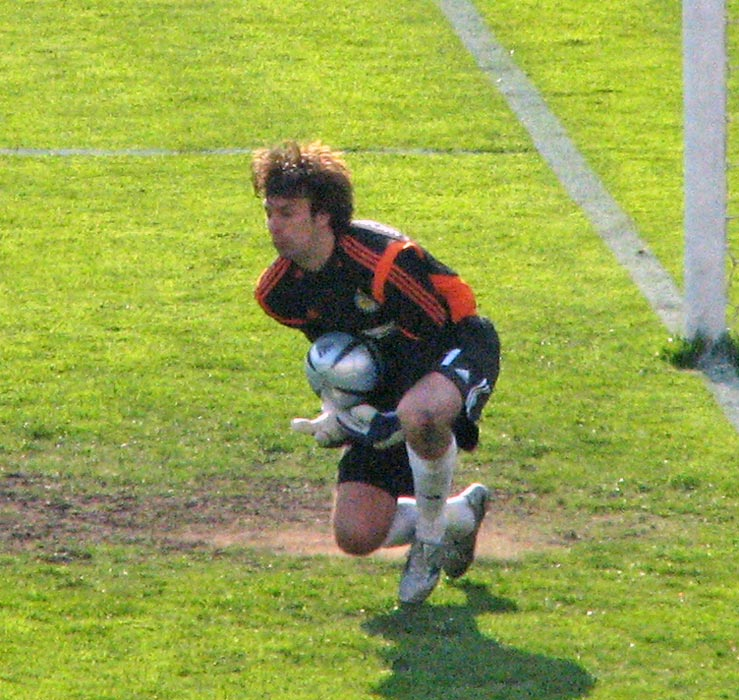
Oleksandr Schowkowskyj (2006)

Außerdem war er lange Zeit Stammspieler in der ukrainischen Nationalmannschaft und war mit 84 Spielen bis zum 11. Oktober 2008 Rekordnationalspieler seines Landes, als er von Andrij Schewtschenko abgelöst wurde. Sein Einsatz bei der Fußball-Weltmeisterschaft 2006 war zunächst fraglich, da er wegen einer Verletzung lange Zeit nicht spielen konnte. Dennoch wurde er vom ukrainischen Nationaltrainer Oleh Blochin in den 23-köpfigen Kader berufen. Er hatte auch maßgeblichen Anteil an der Qualifikation zur Weltmeisterschaft 2006, der ersten WM-Teilnahme für die Ukraine überhaupt. So war er zwischenzeitlich 636 Minuten in Folge ohne Gegentor, kassierte insgesamt nur sieben Treffer in zwölf Spielen, wobei er sechsmal zu Null spielte.
Schowkowskyj bestritt dann alle fünf Spiele bis zum Ausscheiden der Ukraine im Viertelfinale. Nach dem Achtelfinalspiel gegen die Schweiz wurde er zum Mann des Spiels gewählt, nachdem er im Elfmeterschießen zwei Schüsse der Schweizer parieren konnte.
Anfang September 2012 beendete er seine Nationalmannschaftskarriere. Im Oktober 2020, knapp vier Jahre nach seinem Karriereende, wurde der damals 45-jährige Schowkowskyj kurzfristig in den Kader für ein Freundschaftsspiel in Frankreich berufen, nachdem der Nationalmannschaft aufgrund mehrerer COVID-19-Fälle im Team nur noch ein etatmäßiger Torhüter zur Verfügung stand. Er blieb jedoch ohne Einsatz.

### Trainerkarriere
Im September 2018 übernahm Schowkowskyj den Posten des Co-Trainers der Ukrainischen Nationalmannschaft.

## Erfolge

### Als Spieler
- Ukrainischer Meister: 1994, 1995, 1996, 1997, 1998, 1999, 2000, 2001, 2003, 2004, 2007, 2009, 2015, 2016
- Ukrainischer Pokalsieger: 1996, 1998, 1999, 2000, 2003, 2005, 2006, 2007, 2014, 2015
- Ukrainischer Superpokalsieger: 2004, 2006, 2007, 2009, 2011
- WM-Teilnahme 2006 (5 Einsätze)
- Bester Torwart der Ukraine: 1999, 2003, 2004
- Pokal des Ersten Kanals: 2008
- GUS-Pokal: 1996, 1997, 1998, 2002